# Джон Монтгомері
 Джон Монтгомері (англ. Jonathan Riley "Jon" Montgomery; нар. 6 травня 1979, Рассел, Манітоба) — канадський скелетоніст, чемпіон Олімпійських ігор 2010 року, двічі срібний призер чемпіонатів світу.
Вперше добився перемоги на етапі розіграшу Кубка світу у 2008 році, згодом став володарем двох срібних нагород чемпіонату світу 2008 року у  Альтенберзі. У загальній класифікації Кубка світу 2008-09 був на другій позиції.
У вільний від занять спортом час працює менеджером з продажу автомобілів.